# علي فخر الدين
علي فخر الدين، ولد في لبنان في 3 نيسان، 1983، لاعب كرة السلة اللبناني، وهو حاليا عضو في فريق (التضامن زوق) لكرة السلة. وهو أيضا عضو في منتخب لبنان لكرة السلة. طوله 2.02 مترا.

## وصلات خارجية
- علي فخر الدين على موقع الاتحاد الدولي لكرة السلة (الإنجليزية)
- علي فخر الدين على موقع الاتحاد الدولي لكرة السلة (الإنجليزية)
- علي فخر الدين على موقع كرة السلة الأوروبية.كوم (الإنجليزية)
- علي فخر الدين على موقع ريلجم (الإنجليزية)
- علي فخر الدين على موقع بروبوليرز (الإنجليزية)
- علي فخر الدين على موقع سبورتس رفرنس (الإنجليزية)